# Coaching pédagogique
Le coaching pédagogique est une forme de pédagogie, différente de celles pratiquées couramment dans le cadre de la salle de classe ou de l'amphi. En effet, plutôt qu'un rôle magistral de transmission d'un savoir, elle donne à l'enseignant un rôle d'accompagnateur de l'apprenant, non seulement dans l'acquisition de savoirs au sens classique, mais aussi de compétences collectives et d'un développement personnel

## Objectif et méthode
- un développement cognitif, par exemple l'acquisition de nouvelles représentations, de nouvelles manières de construire les connaissances.
- un développement de la personne sociale, par exemple dans la construction d'une identité professionnelle, de savoirs-être en situation
- un développement de la personne affective, notamment de la confiance en soi
- il peut aussi s'articuler avec la construction d'objectifs de vie professionnelle (voire personnelle).

Le coaching pédagogique peut être l'accompagnement d'un apprenant individuel, mais aussi d'une équipe d'apprenants, voire d'une classe. L'intervenant s'appelle rarement coach, mais plutôt tuteur, pilote de projet, parrain, moniteur, conseiller ou professeur, etc.

## Différence entre coaching pédagogique et coaching
Le coaching pédagogique s'inspire du coaching, mais il s'en distingue par certains aspects :
- Le coach n'est pas un spécialiste formé à la psychologie, il assume avant tout un rôle à vocation pédagogique. Il peut être un enseignant, un professionnel ou un pair (par exemple un autre étudiant formé pour cela).
- D'abord et avant pédagogue, il propose les situations/activités d'apprentissage et accompagne les apprenants.
- Contrairement au coach classique (sport, entreprise) il est souvent en situation d'encadrement et surtout dans un deuxième temps, d'évaluation du travail fourni.

Le coaching pédagogique est pratiqué dans des activités comme l'apprentissage par projet ou l'apprentissage par problèmes. Bien que de plus en plus pratiqué comme démarche pédagogique et en rupture par rapport aux méthodes d'enseignement magistrales classiques, il est mal reconnu.